# Lukovica
Lukovica este o localitate din comuna Lukovica, Slovenia, cu o populație de 438 de locuitori.